# 阿纳托利·卢那察尔斯基

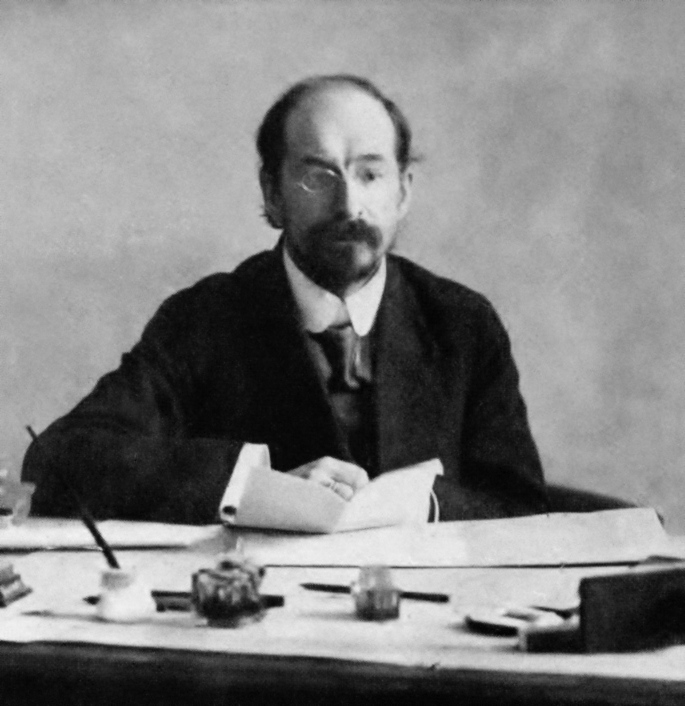
阿纳托利·卢那察尔斯基

阿纳托利·瓦西里耶维奇·卢那察尔斯基（俄语：Анато́лий Васи́льевич Лунача́рский；1875年11月23日，儒略曆11月11日—1933年12月26日）是一位俄罗斯马克思主义革命家、苏俄首任国民教育人民委员会委员，负责文化教育。在整个事业当中，他曾积极参加了艺术批评并担任过记者。

## 生平
1917年俄国革命期间，参与组建无产阶级文化协会。隨著1920年後期斯大林權力的鞏固，盧納察爾斯基在蘇聯政府中失去地位，1930年他被任派為蘇聯駐國際聯盟代表，1933年又被任命為蘇聯駐西班牙大使，在前往西班牙赴任途中於法國芒通逝世。
盧納察爾斯基逝世後，他的骨灰罈被送回莫斯科並安葬於克里姆林宮紅場墓園，在蘇聯時期這是罕有的殊榮。在大清洗期間，盧納察爾斯基的名字從全联盟共产党（布尔什维克）的歷史中被抹去，相關的傳記與紀錄也被禁止，直到1950年代晚期至60年代，相關的禁制獲得解除，關於他的傳記與以他命名的街道跟組織大量出現，此一時期他被視為蘇聯知識份子，身為一位受過教育具有包容力的蘇聯政治人物。俄罗斯戏剧艺术学院曾以卢那察尔斯基命名。